# پروفایل پروژکتور
پروفایل پروژکتور یک وسیله پیشرفته صنعتی با طراحی منحصر به فرد می‌باشد. تصویر نمونه را یا به شکل مسطح یا به شکل طرح یا هر دو شکل می‌توان بوضوح با بزرگ نمایی دلخواه روی پرده تنظیم شده به تصویر کشید.
این دستگاه از طریق نور انعکاسی و نور عبوری امکان اندازه‌گیری قطعات را بدوت این که نیرویی به آنها وارد شود فراهم می‌کند از این دستگاه برای اندازه‌گیری ابعاد و زوایا قطعات لاستیکی که با کوچکترین نیرو تغییر شکل می‌دهند و با قطعاتی که هیچ گونه دسترسی به ابعاد داخلی آنها نداریم استفاده می‌شود این دستگاه با بزرگنمایی سطح قطعه به وسیلهٔ تعویض لنزهای اندازه‌گیری از ۵ تا ۱۰۰ برابر امکان اندازه‌گیری قطعات را برای ما میسر می‌کند. این دستگاه باید در آزمایشگاه به دور از نور ارتعاشات و گرد و غبار و رطوبت باشد.
قسمت‌های تشکیل دهنده:
- ۱- لنز
- ۲- پروژکتور یا روشن کننده
- ۳- روشن کننده‌های سطح
- ۴- میز دستگاه
- ۵- صفحه روشن کنندهٔ دایره‌ای شکل
- ۶- صفحه نمونه
- ۷- چرخ مرکزی
- ۸- پرآب